# Santiago Rodríguez Bonome
Pour les articles homonymes, voir Santiago Rodríguez (homonymie) et Rodríguez.
Santiago Rodríguez Bonome (20 avril 1901 à Saint-Jacques-de-Compostelle - 29 octobre 1995 à Dreux) est un sculpteur sur bois de réputation internationale (États-Unis, France, Espagne, Cuba, Uruguay, Argentine, Japon...) et céramiste d'art espagnol.
De nombreuses œuvres sont exposées dans différents musées :
- Paris, Musée national d'art moderne - Centre national d'art et de culture Georges-Pompidou.
- La Rochelle
- Espagne, Fondation Valle-Inclan
- Espagne, Musée de Lugo
- Espagne, Collection Caixanova...
- Espagne, Musée du Prado à Madrid

## Biographie
Né à Saint-Jacques-de-Compostelle (Espagne) en 1901, fils d'Evaristo Rodriguez Bréa et d'Antonia Bonome Pérez, il travaille très jeune dans l'humble atelier d'ébénisterie de son père. Peu attiré par ce métier, lorsque son père lui demande ce qu'il veut faire : "sculpteur" lui répond-il. 
Il entre donc, à l'âge de 13 ans dans l'atelier d'imagerie religieuse de José Rivas, au pied de cette cathédrale qu'il admire tant, puis à 18 ans dans celui d'Enrique Carballido.
"Car il est tellement, tellement jeune, Bonome ! Ridiculement jeune a dit un critique, qui ne savait pas sans doute que ces années d'apprentissage, de véritable apprentissage en apprenti de véritable atelier (un saint par jour et vivement, pour toutes les processions, toutes les chapelles et toutes les dévotes de la province) valent chacune pour quatre années -au moins- d'étude en une académie..." Margarita Nelken (Madrid 1932)
En 1924, il part pour Madrid où il expose au Centre Galicien, à l'Exposition Nationale puis à La Corogne.
En 1925, au Centre de Galice à Buenos Aires il vend pratiquement 30 de ses œuvres.
De 1926 à 1927 il expose à Barcelone, à la Biennale de Venise puis à Monza (Italie) où il rencontre Pirandello, puis à La Havane.

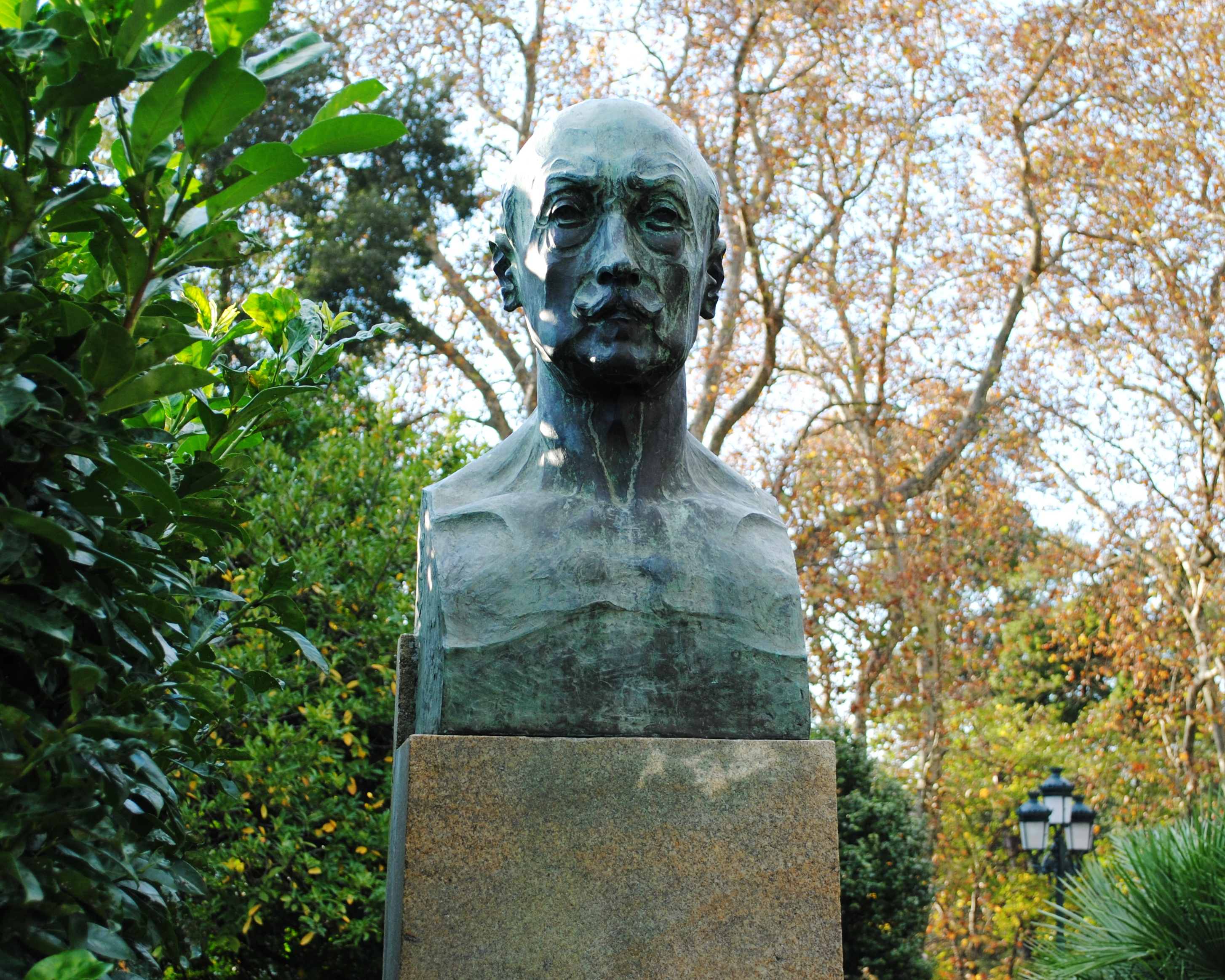

En 1929 il arrive à Paris où l'attendent Lucas Moreno et Mendez Casal.
Il expose en 1931 chez Leblanc-Barbedienne qui deviendra son éditeur.
En 1940 Il épouse Simone Grottard dont il a deux filles, Jacqueline et Hélène.
La Seconde Guerre mondiale amènera un profond changement dans la vie de l'artiste qui se tournera vers la fabrication d'objets de décoration en fonte, puis vers la céramique d'art pour faire vivre sa famille.
L'on rencontre quelques-unes de ses œuvres à Tokyo, à Philadelphie, en France, en Suisse en Allemagne, en Espagne bien sûr... dans des musées et dans des collections particulières : Portraits de l'ambassadeur d'Espagne, Quiñones de León, du président du gouvernement de la seconde république espagnole en exil à Paris, Manuel Portela Valladares, du grand architecte Palacios, de Valle Incan, d'Isabelle Mallet (créatrice de la semaine de la bonté à Paris) du peintre Nestor de La Torre, mausolée du poète Perez Lugin, "La Femme de l'Idole" (Centre national d'art et de culture Georges-Pompidou à Paris) "l'Agriculture et le Travail" (Ministère du Travail de Madrid), "Compostellana domu" (Musée du Prado à Madrid), "La Douleur", Jeanne d'Arc...